# نهر بيكوس
نهر بيكوس (بالإسبانية: Río Pecos)‏ هو نهر ينطلق من شمال وسط نيو مكسيكو ويتدفق عبر تكساس، ويصب في نهر ريو غراندي. تقع منابعه على المنحدر الشرقي لسلسلة جبال سانجر دي كريستو في مقاطعة مورا شمال بيكوس، على ارتفاع يزيد عن 12000 قدم (3700 كم). يتدفق النهر لمسافة 926 ميلاً (1490 كم) قبل الوصول إلى ريو غراندي بالقرب من ديل ريو. يشمل مستجمع مائي يقدر بحجم يبلغ حوالي 44300 ميل مربع (115000 كم²).
اسم "بيكوس" مشتق من كلمة بيكونا (بلغة كيريز [الإنجليزية]: p'æyok'ona) (وهي إحدى لغات الأمريكيين الأصليين). تاريخيًا تمت الإشارة إلى النهر أيضا باسم ريو ناتاجيس ( Río Natagés) والتي يعود مصدرها لشعب ميسكاليرو (السكان الأصليين للمنطقة).

## معرض الصور

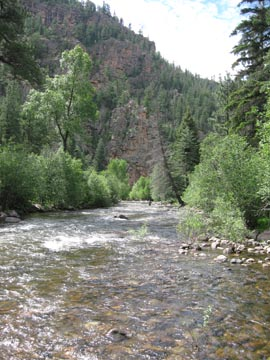
نهر بيكوس بين تيريرو وبيكوس، نيو مكسيكو
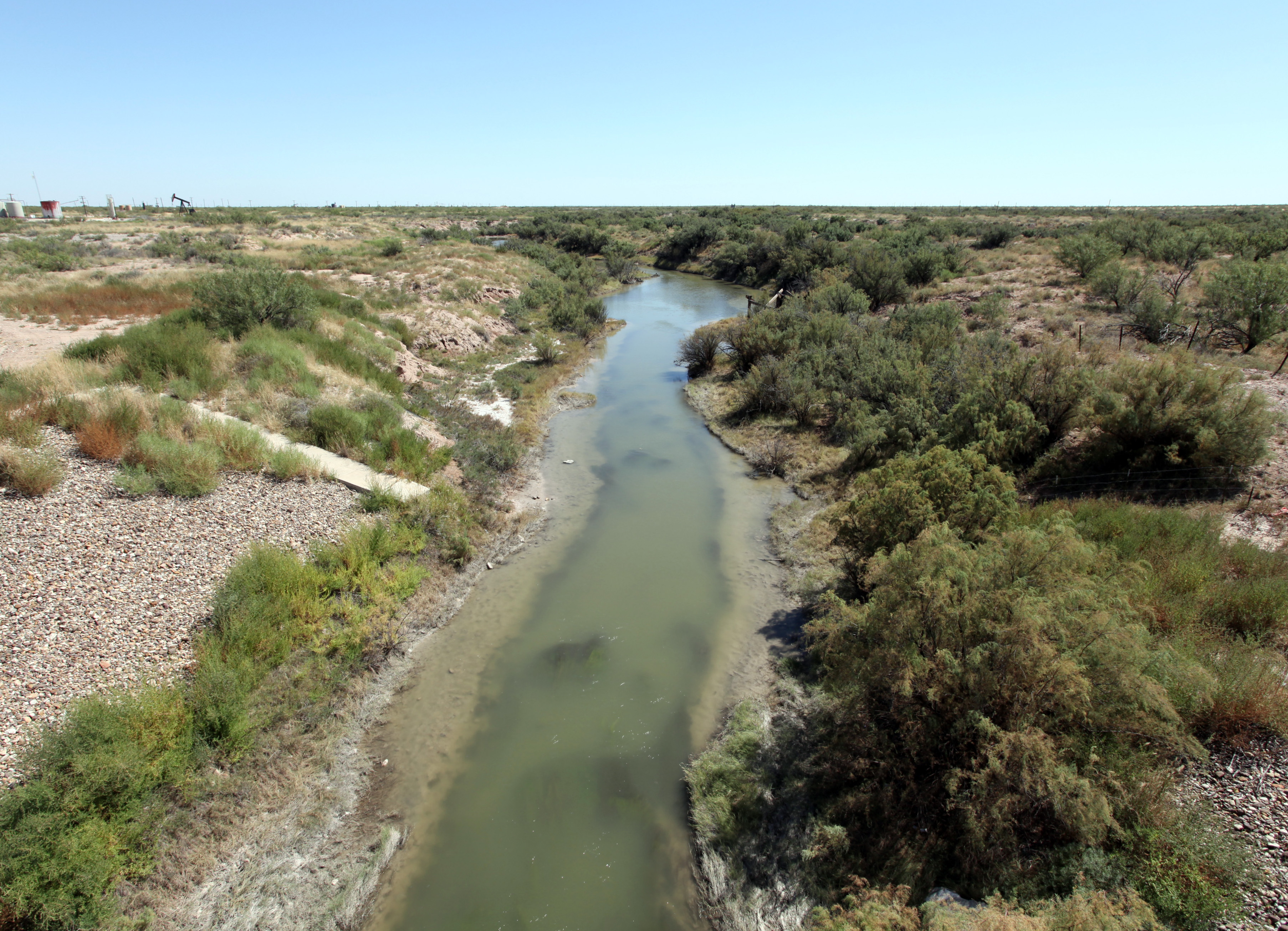
يتدفق نهر بيكوس جنوب غراندفولز بولاية تكساس
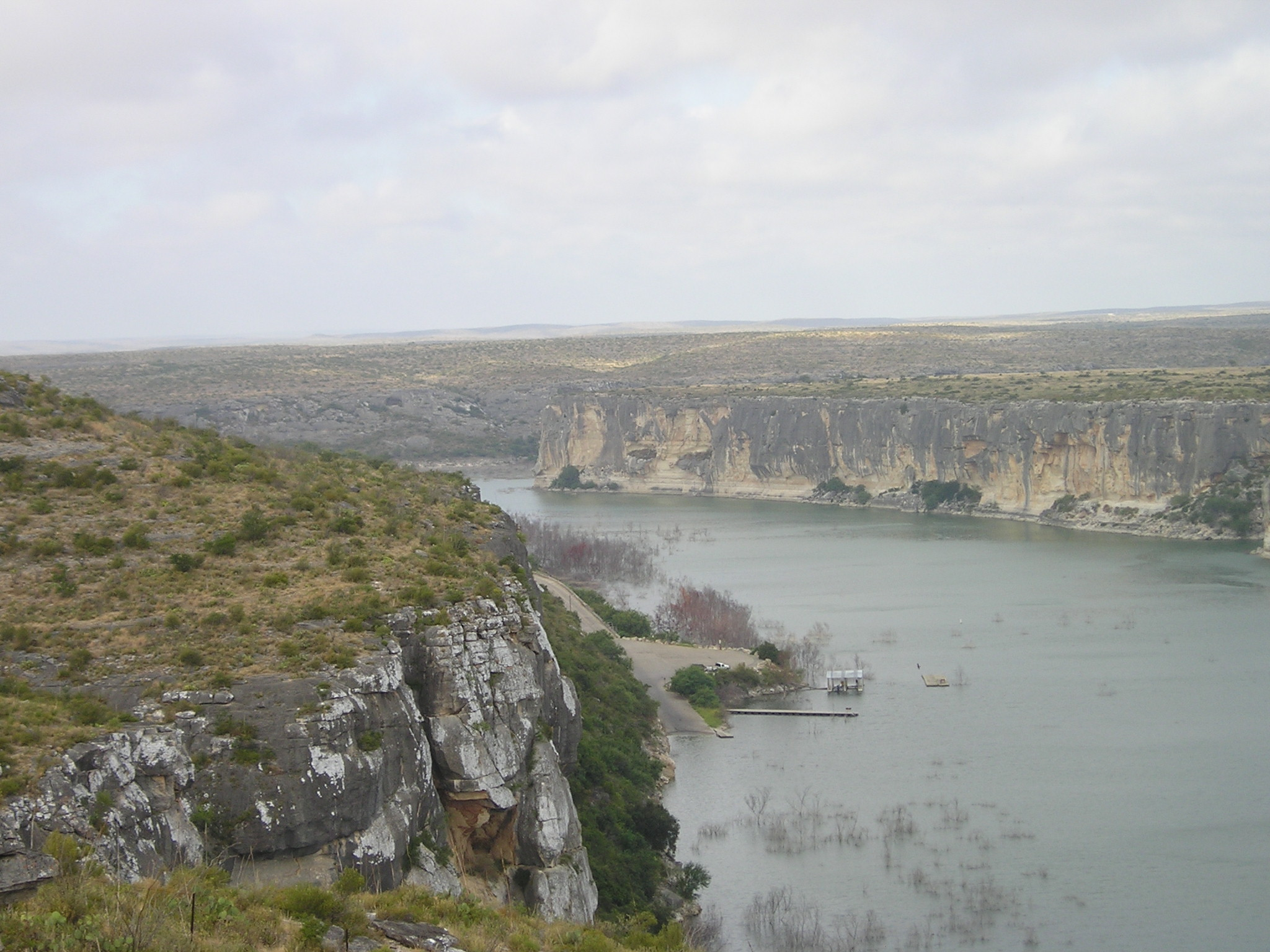
نهر بيكوس بالقرب من نهر ريو غراندي
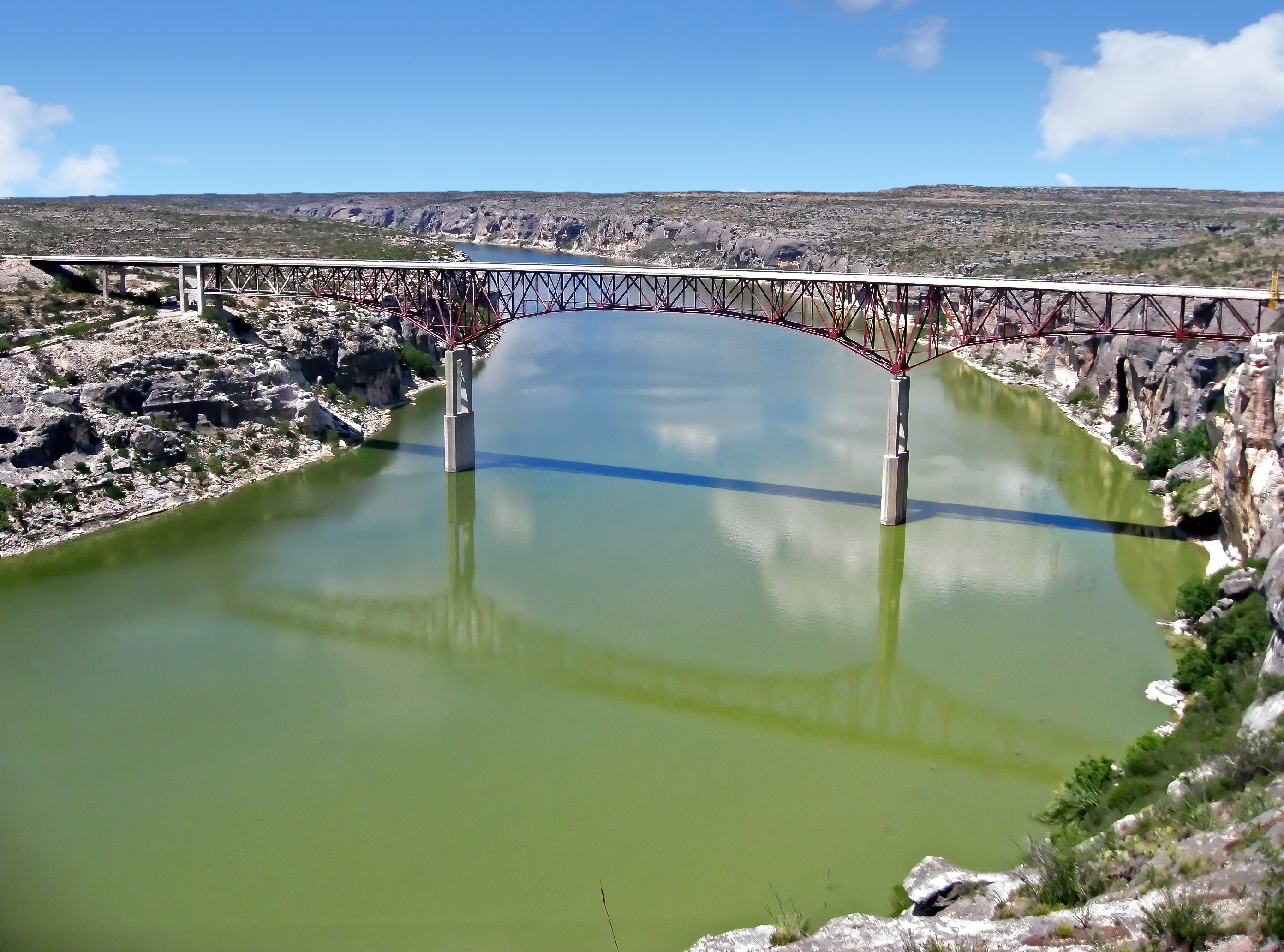
جسر طريق نهر بيكوس السريع

## أنظر أيضا
- قائمة أنهار الولايات المتحدة
- نهر كنديان
- نهر كولفيل (ألاسكا)

## روابط خارجية
- نهر بيكوس من دليل تكساس على الإنترنت
- صور المجال العام لسهل إستاكادو وغرب تكساس